# Ascogaster dentifer
Ascogaster dentifer är en stekelart som beskrevs av Vladimir Ivanovich Tobias 1976. Ascogaster dentifer ingår i släktet Ascogaster och familjen bracksteklar. Inga underarter finns listade.